# Mary-Kate Olsen
Mary-Kate Olsen (Sherman Oaks, Los Angeles, 1986. június 13. –) amerikai üzletasszony, divattervező, műlovagló és visszavonult színésznő. 
Színészi pályafutását mindössze 9 hónaposan kezdte, 1987–1995 között a Bír-lak című szituációs komédiában ikertestvérével, Ashley Olsennel közösen alakítva Michelle Tannert. Ezt számos közös szereplés követte, főként az 1993-ban megalapított Dualstar Productions cég televíziós és DVD-filmjeiben: Párosban Párizsban (1999), Egy szót se! (2000), Ketten a slamasztikában (2001), Karibi vakáció (2001). 2001–2002 között a testvérpár Az ikrek Malibuból című sorozatban szerepelt. Legutolsó közös filmjük a 2004-es New York-i bújócska volt. Mary-Kate Olsen ezután önálló színészi pályafutásba kezdett, utoljára a Csúf szerelem (2011) című romantikus filmdrámában tűnt fel. 
2012 márciusában az ikrek hivatalosan is bejelentették visszavonulásukat a filmezéstől, mert helyette a divatszakmában betöltött karrierjükre szerettek volna fókuszálni.

## Filmográfia

### Ashley Olsennel közösen

#### Film
| Év   | Magyar cím                       | Eredeti cím                          | Szerep                | Magyar hang        |
| ---- | -------------------------------- | ------------------------------------ | --------------------- | ------------------ |
| 1993 |                                  | Our First Video                      | önmaga                |                    |
| 1994 | A kis gézengúzok                 | The Little Rascals                   | iker (cameo)          |                    |
| 1995 | Kettőn áll a vásár               | It Takes Two                         | Amanda Lemmon         | Mánya Zsófi        |
| 1997 |                                  | Our Music Video                      | önmaga                |                    |
| 1998 | Anya kerestetik                  | Billboard Dad                        | Tess Tyler            | Molnár Ilona       |
| 1999 | Párosban Párizsban               | Passport to Paris                    | Melanie "Mel" Porter  | Molnár Ilona       |
| 2000 | Egy szót se!                     | Our Lips Are Sealed                  | Maddie Parker         | Mánya Zsófi        |
| 2000 | Egy szót se!                     | Our Lips Are Sealed                  | Maddie Parker         | Bogdányi Titanilla |
| 2001 |                                  | Mary-Kate & Ashley's Fashion Forward | önmaga                |                    |
| 2001 | Ketten a slamasztikában          | Winning London                       | Chloe Lawrence        | Bogdányi Titanilla |
| 2001 | Karibi vakáció                   | Holiday in the Sun                   | Madison Stewart       | Molnár Ilona       |
| 2002 | Ikertúra                         | Getting There                        | Kylie Hunter          | Molnár Ilona       |
| 2002 | Római ikervakáció                | When in Rome                         | Charli Hunter         | Molnár Ilona       |
| 2003 | A kihívás                        | The Challenge                        | Shane Dalton          | Mánya Zsófi        |
| 2003 | Charlie angyalai: Teljes gázzal' | Charlie's Angels: Full Throttle      | leendő angyal (cameo) |                    |
| 2004 | New York-i bújócska              | New York Minute                      | Roxanne "Roxy" Ryan   | Mánya Zsófi        |

#### Televízió
| Év        | Magyar cím                 | Eredeti cím                            | Szerep                            | Megjegyzések                                   |
| --------- | -------------------------- | -------------------------------------- | --------------------------------- | ---------------------------------------------- |
| 1987–1995 | Bír-lak                    | Full House                             | Michelle Tanner                   | 191 epizód                                     |
| 1992      |                            | Hangin' with Mr. Cooper                | Michelle Tanner                   | 1 epizód                                       |
| 1992      | Irány a nagyi              | To Grandmother's House We Go           | Sarah Thompson                    | - tévéfilm - magyar hangja: - Szalay Gyöngyvér |
| 1993      | Két tojás száz bajt csinál | Double, Double, Toil and Trouble       | Kelly Farmer / fiatal Sophia néni | - tévéfilm - magyar hangja: - Molnár Ilona     |
| 1994      | Vadnyugati galiba          | How the West Was Fun                   | Jessica Martin                    | - tévéfilm - magyar hangja: - Mánya Zsófia     |
| 1994–1997 |                            | The Adventures of Mary-Kate & Ashley   | önmaga                            | videósorozat                                   |
| 1995–2000 |                            | You're Invited to Mary-Kate & Ashley's | önmaga                            | videósorozat                                   |
| 1997      | Ikercsajok                 | Sister, Sister                         | önmaga                            | 1 epizód                                       |
| 1998      |                            | All My Children                        | önmaga                            | 1 epizód                                       |
| 1998–1999 | 2×2 néha sok(k)            | Two of a Kind                          | Mary-Kate Burke                   | 22 epizód                                      |
| 1999      | Csapatcsere                | Switching Goals                        | Sam Stanton                       | - tévéfilm - magyar hangja: - Molnár Ilona     |
| 2000      | Hetedik mennyország        | 7th Heaven                             | Carol Murphy                      | 1 epizód                                       |
| 2001–2002 | Az ikrek Malibuból         | So Little Time                         | Riley Carlson                     | 26 epizód                                      |
| 2001–2002 | Ikrek akcióban             | Mary-Kate and Ashley in Action!        | Misty (hangja)                    | 26 epizód                                      |
| 2004      | A Simpson család           | The Simpsons                           | önmaga (hangja)                   | 1 epizód                                       |
| 2004      | Saturday Night Live        | Saturday Night Live                    | önmaga (házigazda)                | 1 epizód                                       |

### Önálló szereplései

#### Film
| Év   | Magyar cím    | Eredeti cím                                     | Szerep          | Magyar hang       |
| ---- | ------------- | ----------------------------------------------- | --------------- | ----------------- |
| 2006 | Hullócsillag  | Factory Girl                                    | Molly Spence    |                   |
| 2008 | Bódulat       | The Wackness                                    | Union           | Sipos Eszter Anna |
| 2011 | Csúf szerelem | Beastly                                         | Kendra Hilferty | Gáspár Kata       |
| 2013 |               | Scatter My Ashes at Bergdorf's (dokumentumfilm) | önmaga          |                   |

#### Televízió
| Év   | Magyar cím       | Eredeti cím   | Szerep       | Megjegyzések                |
| ---- | ---------------- | ------------- | ------------ | --------------------------- |
| 2007 | Nancy ül a fűben | Weeds         | Tara Lindman | visszatérő szerep (3. évad) |
| 2008 | Nem ér a nevem   | Samantha Who? | Natalie      | 1 epizód                    |

## Fordítás
- Ez a szócikk részben vagy egészben  a   Mary-Kate Olsen című angol Wikipédia-szócikk ezen változatának fordításán alapul.  Az eredeti cikk szerkesztőit annak laptörténete sorolja fel. Ez a jelzés csupán a megfogalmazás eredetét és a szerzői jogokat jelzi, nem szolgál a cikkben szereplő információk forrásmegjelöléseként.